# Tetsuo Kagawa
Pour les articles homonymes, voir Kagawa.
Tetsuo Kagawa (香川 哲男, Kagawa Tetsuo), né en 1969, est un astronome japonais qui a découvert de nombreux astéroïdes. D'après le Centre des planètes mineures, il en a découvert 115 entre 1997 et 2000, dont 17 avec Takeshi Urata.
L'astéroïde (6665) Kagawa porte son nom.

## Astéroïdes découverts
| Astéroïdes découverts : 115 | Astéroïdes découverts : 115 | Astéroïdes découverts : 115 |
| --------------------------- | --------------------------- | --------------------------- |
| (9123) Yoshiko              | 24 mars 1998                |                             |
| (9992) 1997 TG19            | 8 octobre 1997              | [1]                         |
| (10227) Izanami             | 4 novembre 1997             | [1]                         |
| (10393) 1997 RF8            | 4 septembre 1997            | [1]                         |
| (10619) Ninigi              | 27 novembre 1997            | [1]                         |
| (10899) 1997 WN13           | 24 novembre 1997            | [1]                         |
| (11153) 1997 YB10           | 25 décembre 1997            | [1]                         |
| (11362) 1998 EN9            | 6 mars 1998                 |                             |
| (11403) 1999 BW             | 16 janvier 1999             |                             |
| (11676) 1998 CQ2            | 6 février 1998              |                             |
| (13791) 1998 VC             | 1er novembre 1998           |                             |
| (14205) 1999 BC4            | 18 janvier 1999             |                             |
| (14216) 1999 VW1            | 4 novembre 1999             |                             |
| (14547) 1997 TF19           | 8 octobre 1997              | [1]                         |
| (14982) 1997 TH19           | 8 octobre 1997              | [1]                         |
| (15024) 1998 TB             | 2 octobre 1998              |                             |
| (15401) 1997 VE4            | 4 novembre 1997             | [1]                         |
| (16981) 1999 AU7            | 11 janvier 1999             |                             |
| (17746) Haigha              | 30 janvier 1998             | [1]                         |
| (18641) 1998 EG10           | 6 mars 1998                 |                             |
| (19371) 1997 YP11           | 27 décembre 1997            | [1]                         |
| (19621) 1999 RE1            | 4 septembre 1999            |                             |
| (20263) 1998 FF16           | 25 mars 1998                |                             |
| (21982) 1999 XL8            | 4 décembre 1999             |                             |
| (22762) 1998 YM12           | 27 décembre 1998            |                             |
| (24195) 1999 XD36           | 6 décembre 1999             |                             |
| (25236) 1998 UT6            | 18 octobre 1998             |                             |
| (25249) 1998 UV22           | 31 octobre 1998             |                             |
| (25261) 1998 VX5            | 11 novembre 1998            |                             |
| (25385) 1999 UC3            | 20 octobre 1999             |                             |
| (25446) 1999 XF2            | 4 décembre 1999             |                             |
| (26330) 1998 WN5            | 20 novembre 1998            |                             |
| (26967) 1997 RZ7            | 4 septembre 1997            | [1]                         |
| (26974) 1997 TJ19           | 8 octobre 1997              | [1]                         |
| (28006) 1997 XM5            | 3 décembre 1997             | [1]                         |
| (28215) 1998 YE1            | 16 décembre 1998            |                             |
| (29635) 1998 VP5            | 9 novembre 1998             |                             |
| (29721) 1999 AC21           | 13 janvier 1999             |                             |
| (29733) 1999 BA4            | 18 janvier 1999             |                             |
| (30104) 2000 FA3            | 27 mars 2000                |                             |
| (31119) 1997 RP1            | 3 septembre 1997            | [1]                         |
| (31222) 1998 BD30           | 26 janvier 1998             | [1]                         |
| (31353) 1998 TE             | 2 octobre 1998              |                             |
| (31386) 1998 YG1            | 16 décembre 1998            |                             |
| (31607) 1999 GQ5            | 15 avril 1999               |                             |
| (33356) 1999 AM3            | 9 janvier 1999              |                             |
| (33378) 1999 CE14           | 13 février 1999             |                             |
| (35395) 1997 XM10           | 4 décembre 1997             | [1]                         |
| (35475) 1998 EP9            | 6 mars 1998                 |                             |
| (38087) 1999 JN             | 6 mai 1999                  |                             |
| (39975) 1998 HY6            | 20 avril 1998               |                             |
| (40411) 1999 RM3            | 6 septembre 1999            |                             |
| (40757) 1999 TS8            | 5 octobre 1999              |                             |
| (40758) 1999 TT8            | 5 octobre 1999              |                             |
| (41041) 1999 VV1            | 4 novembre 1999             |                             |
| (44448) 1998 UU22           | 31 octobre 1998             |                             |
| (44477) 1998 WL5            | 20 novembre 1998            |                             |
| (44553) 1999 CH5            | 12 février 1999             |                             |
| (45070) 1999 XA36           | 6 décembre 1999             |                             |
| (45262) 2000 AG2            | 3 janvier 2000              |                             |
| (47028) 1998 VG31           | 12 novembre 1998            |                             |
| (47222) 1999 VR8            | 8 novembre 1999             |                             |
| (49267) 1998 UU6            | 18 octobre 1998             |                             |
| (49299) 1998 VU5            | 11 novembre 1998            |                             |
| (49301) 1998 VD6            | 11 novembre 1998            |                             |
| (49342) 1998 WE3            | 18 novembre 1998            |                             |
| (49434) 1998 YB1            | 16 décembre 1998            |                             |
| (49435) 1998 YH1            | 16 décembre 1998            |                             |
| (49437) 1998 YY3            | 17 décembre 1998            |                             |
| (49444) 1998 YO7            | 22 décembre 1998            |                             |
| (49498) 1999 CO5            | 12 février 1999             |                             |
| (49706) 1999 VB21           | 10 novembre 1999            |                             |
| (49862) 1999 XC104          | 9 décembre 1999             |                             |
| (49988) 2000 AE5            | 3 janvier 2000              |                             |
| (50309) 2000 CO40           | 4 février 2000              |                             |
| (53027) 1998 WM5            | 20 novembre 1998            |                             |
| (53120) 1999 AE21           | 13 janvier 1999             |                             |
| (53554) 2000 CH2            | 2 février 2000              |                             |
| (56069) 1998 YL5            | 17 décembre 1998            |                             |
| (56080) 1999 AN3            | 9 janvier 1999              |                             |
| (56217) 1999 HH3            | 25 avril 1999               |                             |
| (59120) 1998 XT8            | 11 décembre 1998            |                             |
| (59177) 1999 AT7            | 11 janvier 1999             |                             |
| (59359) 1999 DV             | 16 février 1999             |                             |
| (59801) 1999 PY4            | 8 août 1999                 |                             |
| (66204) 1999 BA26           | 28 janvier 1999             |                             |
| (74313) 1998 US6            | 18 octobre 1998             |                             |
| (74823) 1999 TD15           | 10 octobre 1999             |                             |
| (79769) 1998 UH8            | 22 octobre 1998             |                             |
| (79792) 1998 VQ5            | 9 novembre 1998             |                             |
| (79793) 1998 VR5            | 9 novembre 1998             |                             |
| (79914) 1999 CK3            | 7 février 1999              |                             |
| (80103) 1999 PA             | 2 août 1999                 |                             |
| (80665) 2000 BD11           | 28 janvier 2000             |                             |
| (85873) 1999 CE1            | 5 février 1999              |                             |
| (85968) 1999 GB2            | 8 avril 1999                |                             |
| (96613) 1999 CG5            | 12 février 1999             |                             |
| (96745) 1999 PB             | 2 août 1999                 |                             |
| (100750) 1998 EX8           | 6 mars 1998                 |                             |
| (101401) 1998 VD            | 7 novembre 1998             |                             |
| (101408) 1998 VC6           | 11 novembre 1998            |                             |
| (101460) 1998 WH7           | 23 novembre 1998            |                             |
| (101565) 1999 AD21          | 13 janvier 1999             |                             |
| (101601) 1999 CM            | 4 février 1999              |                             |
| (101900) 1999 QH            | 18 août 1999                |                             |
| (101904) 1999 RD1           | 4 septembre 1999            |                             |
| (103014) 1999 XD104         | 9 décembre 1999             |                             |
| (120972) 1998 WE4           | 20 novembre 1998            |                             |
| (121208) 1999 PZ4           | 8 août 1999                 |                             |
| (129753) 1999 DG3           | 21 février 1999             |                             |
| (137045) 1998 VE            | 7 novembre 1998             |                             |
| (168441) 1998 WD3           | 18 novembre 1998            |                             |
| - [1] avec Takeshi Urata    |                             |                             |